# Arthur Zimmermann (Sozialwissenschaftler)

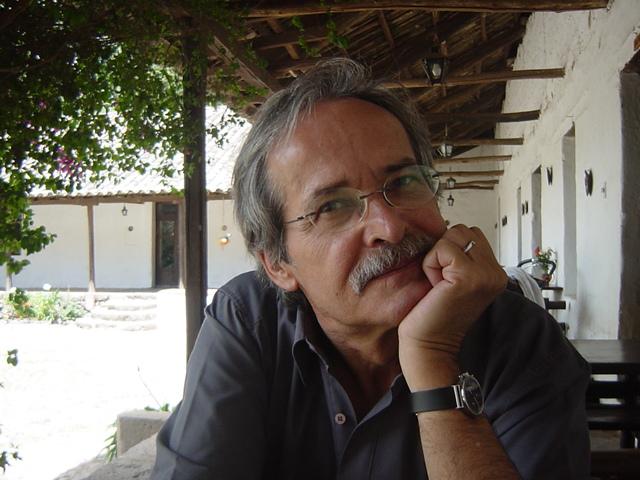
Arthur Zimmermann

Arthur Zimmermann (* 1948) ist ein Schweizer Sozial- und Kulturwissenschaftler, Autor und Berater. 

## Leben
Zimmermann studierte von 1969 bis 1974 Geschichte, Literatur- und Sozialwissenschaften an der Universität Zürich und der FU Berlin. Nach Master und Diplom für das höhere Lehramt arbeitete er bis 1981 als wissenschaftlicher Assistent und Dozent an der Universität Zürich. Daneben unterrichtete er an verschiedenen schweizerischen Gymnasien. 1976 wurde er mit einer Dissertation über das Werk von Hans Magnus Enzensberger promoviert. Von 1981 bis 1984 war er Abteilungsleiter der Schweizer Kulturstiftung Pro Helvetia und als solcher für Projekte des internationalen Kulturaustausches und der inländischen Kulturförderung verantwortlich (u. a. als Initiator des Projektes Kulturmobil).
Von 1982 bis 1984 arbeitete Zimmermann mit Unterstützung des Schweizer Nationalfonds an einem Forschungsvorhaben über sozio-kulturelle Fragen der Zwischenkriegszeit, das mit längeren Forschungsaufenthalten am Leo Baeck Institute New York verbunden war. 1984 gründete er die multidisziplinäre Beratungsfirma KEK-CDC Consultants AG mit Sitz in Zürich. Die Schwerpunkte der Beratung im In- und Ausland lagen auf Strategie- und Organisationsberatung, Planung und Evaluation von Entwicklungsprogrammen. Daneben arbeitete er als Redaktor beim Schweizer Rundfunk SRF für das Sendegefäss Passage. Thematische Schwerpunkte waren Lateinamerika, kulturelle Diversität, Institutionenentwicklung und der Wandel in Osteuropa.
Ab 1998 übernahm Zimmermann im Auftrag der Deutschen Gesellschaft für Internationale Zusammenarbeit (GIZ) die Leitung der deutschen bilateralen Entwicklungsprogramme in Ecuador. Seine Aufgabenschwerpunkte lagen auf der Formulierung von Kooperations- und Sektorstrategien der nachhaltigen Entwicklung, insbesondere durch den Einbezug von zivilgesellschaftlichen Organisationen, und der Transparenz von öffentlichen Ausgaben. In diesem Zusammenhang war Zimmermann auch als Dozent an lateinamerikanischen Universitäten tätig (u. a. an der Universidad de las Américas (UDLA) in Ecuador und Chile).
Seit 2003 ist Arthur Zimmermann Direktor der Beratungsfirma odcp consult gmbh mit Sitz in Zürich, die Themen der internationalen Zusammenarbeit bearbeitet. Die Beratungsschwerpunkte liegen auf systemischer Organisationsberatung und Kooperationsmanagement, politischer Ökonomie und Entwicklungspolitik, Institutionenentwicklung und Konflikttransformation.
Von 2003 bis 2017 arbeitete Zimmermann außerdem als Dozent an der ETH Zürich mit Schwerpunkt auf Entwicklungspolitik und Institutionenentwicklung, Kooperationsmanagement und Konflikttransformation. Seit seinem Eintritt in den Ruhestand im September 2017 arbeitet Zimmermann als freischaffender Publizist und lebt in Kolumbien und Italien.

## Veröffentlichungen (Auswahl)
- Hans Magnus Enzensberger: Die Gedichte und ihre literaturkritische Rezeption. (= Abhandlungen zur Kunst-, Musik- und Literaturwissenschaft, Bd. 227), Verlag Bouvier, Bonn 1977, ISBN 978-3-416-01304-8
- Max Frisch. Edition L'Age d'homme, Lausanne 1981, ISBN 978-3-7296-0193-2
- Robert Walser. Zytglogge Verlag, Bern 1984, ISBN 3-7296-0193-8
- Process Monitoring. Methods and instruments. GIZ/RMSH, Bonn 1995 (PDF)
- Sustainability of development projects. The Sustainability Tree. SDC, Bern 1991
- Co-Autort Rolf Sülzer: Organisieren und Organisationen verstehen. Wege der internationalen Zusammenarbeit. Westdeutscher Verlag, Wiesbaden 1996, ISBN 978-3-322-83269-6
- Monitoring – Keeping in Touch with Reality (auch auf dt., span. und franz.) DEZA / SDC, Bern 1998
- Proyectos integrales. Una estrategia de cambio en las instituciones de investigación y transferencia de tecnología. Abya Yala, Quito 2000, ISBN 9978-41-439-8
- Gestión del cambio organizacional. Caminos y herramientas. Ed. Abya Yala, Quito 2001, ISBN 9978-04-404-3
- Experiencias en la operación de Fondos competitivos. Edición Abya Yala y GIZ, Quito 2002
- Gestión de Redes de Cooperación. Conceptos y herramientas para la gestión horizontal. Ed. Abya Yala, Quito 2004, ISBN 9978-22-406-8  (PDF).
- Multi-Stakeholder Management. Participation. Tools for Stakeholder Analysis and Intercultural Cooperation. (auch auf dt. und span.) GIZ, Eschborn 2006
- Beratungspool von odcp consult: El cambio nunca viene desde fuera. Desarrollo de Capacidades de organizaciones de la sociedad civil. Ed. Abya Yala, Quito 2006/2007, ISBN 978-9978-22-705-3
- CSPM. Conflict Sensitive Programme Management. Conceptual Framework and Tools. DEZA / SDC, Berne 2007 (Online)
- Beratungspool von odcp consult: Gestión efectiva para transformar conflictos y construir la paz. Manual de conceptos y herramientas. GIZ, 2010
- Kooperationen erfolgreich gestalten. Konzepte und Instrumente für Berater und Entscheider. Schäffer-Poeschel, Stuttgart 2011, ISBN 978-3-7910-2974-0
- Co-Autor Rolf Sülzer: Abschied vom Planungswahn. Neue und alte Organisationsfragen der Internationalen Zusammenarbeit. Springer, Heidelberg und Wiesbaden 2013, ISBN 978-3-658-00780-5
- Kooperationsmanagement in der Praxis (Ko-Autor). Gesellschaftliche Veränderungen gestalten mit Capacity WORKS. Springer Fachmedien, Wiesbaden 2015, ISBN 978-3-658-06275-0
- Redes y sistemas de cooperación. Conceptos y herramientas. Edición Abya-Yala, Quito 2016, ISBN 978-9942-09-334-9.